# Hugh Harman
Hugh N. Harman (* 31. August 1903 in Pagosa Springs, Colorado; † 25. November 1982 in Chatsworth, Kalifornien) war ein US-amerikanischer Animator, Regisseur und Filmproduzent. Zusammen mit Rudolf Ising bildete er das Produzentenduo Harman-Ising, das die Entwicklung des US-amerikanischen Zeichentrickfilms zu Beginn der Tonfilmära mitgeprägt hat. Harmans Karriere begann in den 1920er Jahren als Mitarbeiter von Walt Disney. Anfang der 1930er Jahre entwickelten Harman und Ising für Warner Bros. die Trickfilmreihen Looney Tunes und Merrie Melodies. Harman und Ising verließen Warner 1933 und gründeten 1934 das Trickfilmstudio von Metro-Goldwyn-Mayer. 1941 verließ Harman MGM, um als unabhängiger Produzent Trainings- und Werbefilme herzustellen. Harman war als Produzent für mehr als 100 Zeichentrickfilme bei Warner Bros. und MGM verantwortlich. Er wurde zweimal für den Oscar in der Kategorie Bester animierter Kurzfilm nominiert.

## Biografie

### Frühe Jahre
Hugh Harman wuchs als Sohn eines Anwalts in Colorado auf. Sowohl Hugh als auch sein älterer Bruder Fred und sein jüngerer Bruder Walker, die beide ebenfalls als Animatoren tätig werden sollten, waren schon als Kinder talentierte Zeichner. 1916 zog die Familie Harman nach Kansas City, Missouri, wo Hugh an der Westpoint High School und dem Kansas City Art Institute seine Schullaufbahn abschloss. Er folgte 1922 seinem Bruder Fred zur Kansas City Film Ad Company, wo er Rudolf Ising und Walt Disney kennenlernte. Als Walt Disney die Werbeagentur verließ, um eigene Zeichentrickfilme zu produzieren, folgten ihm die Harmans und Ising und arbeiteten als Animatoren an Disneys Laugh-O-Grams.
Disneys Laugh-O-Gram-Studio musste bereits nach wenigen Monaten Konkurs anmelden. Disney ging daraufhin nach Hollywood, um dort mit seinen Alice Comedies einen Neuanfang zu wagen. Hugh Harman, Rudolf Ising und der Zeichner Carman Maxwell blieben zunächst in Kansas City zurück, um an einer eigenen Trickfilmreihe zu arbeiten, folgten aber im Juni 1925 Disney nach Kalifornien. Harman und Ising arbeiteten bis 1927 als Animatoren an den Alice-Filmen, danach an den Filmen mit Oswald dem lustigen Hasen, den Disney gemeinsam mit Ub Iwerks erfunden hatte, dessen Urheberrechte aber das Filmstudio Universal Pictures besaß. Als Disney im Frühjahr 1928 überraschend vom Universal-Produzenten Charles Mintz entlassen wurde, beauftragte Mintz Hugh Harman und Rudolf Ising mit der Herstellung weiterer Oswald-Cartoons. Federführend für die Produktion waren Winkler Pictures, bei denen Harman als Production Manager die künstlerische Leitung übernahm. Nach nur einem Jahr trennte sich aber Universal von Winkler Pictures und übertrug die Produktion der Oswald-Filme an Walter Lantz.

### Looney Tunes
Harman und Ising versuchten daraufhin die Filmstudios für eine eigene Trickfilmreihe zu interessieren. Noch während seiner Zeit bei Disney hatte Hugh Harman mit Bosko eine neue Figur entworfen, die er im Januar 1928 zum Copyright angemeldet hatte. Harman und Ising produzierten mit dieser Figur den Kurzfilm Bosko, The Talk-Ink Kid, der nur wenige Monate nach Disneys Steamboat Willie fertiggestellt wurde und als erster Zeichentrickfilm gesprochene Dialoge enthielt. Der Pilotfilm fand das Interesse des Produzenten Leon Schlesinger, der Warner Bros. als Verleiher gewann. Am 28. Januar 1930 unterschrieben Harman, Ising und Schlesinger einen über drei Jahre gehenden Produktionsvertrag, der pro Monat einen animierten Kurzfilm vorsah. Als Titel für die neue Filmreihe, deren Star Bosko werden sollte, wurde in Anlehnung an Disneys Silly Symphonies der Titel Looney Tunes gewählt.
Harman und Ising bezogen drei Büroräume in Hollywood und warben mehrere Weggefährten aus ihrer Zeit bei Disney und Winkler an, unter anderem die Animatoren Carman Maxwell und Friz Freleng. Im April 1930 wurde mit Sinkin’ in the Bathtub der erste Looney-Tunes-Film fertiggestellt. Bereits dieser Film endete mit dem Spruch „That’s all, folks“, der sich später durch die Figur Schweinchen Dick zu einem Markenzeichen der Warner-Bros-Cartoons entwickeln sollte. Bis zum Ende des Jahres wurden vier weitere Looney Tunes veröffentlicht, die sich als ein großer Publikumserfolg erwiesen. Warner bestellte Anfang 1931 bei Schlesinger eine zweite Serie von Zeichentrickfilmen, die Merrie Melodies, die noch stärker als die Filme mit Bosko Musik aus dem Katalog von Warner Bros. verwerten sollte. Auch wenn Harman und Ising weiterhin gemeinsam als Produzenten bei allen ihren Filmen fungierten, konzentrierte sich Hugh Harman, teilweise von Friz Freleng unterstützt, auf die Bosko-Filme, während Ising Regie bei den Merrie Melodies führte.
Vor allem Hugh Harman war mit der technischen Qualität der Filme unzufrieden und forderte von Schlesinger höhere Budgets. Harman war besessen davon, Disney zu übertreffen, scheiterte aber nach Ansicht von Friz Freleng regelmäßig an der Umsetzung seiner ambitionierten Ideen. Anfang 1933 kam es schließlich zum Bruch zwischen Schlesinger und Harman-Ising. Nachdem sie im August 1933 ihre vertraglichen Verpflichtungen erfüllt hatten, verließen Harman und Ising Schlesinger. Sie nahmen einen Großteil ihrer Mitarbeiter mit und besaßen auch weiterhin die Rechte an der Figur Bosko. Bei Schlesinger verblieben nur die Namen Looney Tunes und Merry Melodies sowie der Satz „That’s all, folks“. Schlesinger gelang aber mit neuen Regisseuren und Animatoren der Neuanfang, Anfang der 1940er Jahre zählten unter anderem Schweinchen Dick, Daffy Duck und Bugs Bunny zu den Stars der Warner-Bros-Cartoons.

### MGM

Titelkarte von Bosko’s Parlor Pranks, eine Harman-Ising-Produktion für MGM aus dem Jahr 1934

Nach ihrem Abgang bei Warner Bros. arbeiteten Hugh Harman und Rudolf Ising zunächst für einige Monate bei den Van Beuren Studios. Anfang 1934 schloss Metro-Goldwyn-Mayer mit Harman-Ising einen Produktionsvertrag ab, der Harman die bei Warner verwehrten finanziellen Mittel zugestand und ihm erstmals die Produktion von Cartoons in Farbe ermöglichte, wenn auch nur im Zweifarbenverfahren von Technicolor und nicht im neuen Dreifarbenverfahren, mit dem Disney seiner Erfolge feierte. Harman und Ising starteten die Reihe Happy Harmonies, für die sie wie bereits bei den Merry Melodies größtenteils One-Shot-Filme ohne wiederkehrende Figuren kreierten. Harman und Ising führten erneut abwechselnd Regie, wobei Harman bei seinen Regiearbeiten auch wieder die Figur Bosko einsetzte.
Mitte 1935 konnten Harman und Ising auf Technicolors Dreifarbenverfahren zurückgreifen, das durchgehend natürliche Farben ermöglichte. Obwohl die Filme nach Ansicht des Filmhistorikers Michael Barrier selten eine gelungene Handlung hatten, waren vor allem Harmans Regiearbeiten zeichnerisch überzeugend. Harmans The Old Mill Pond wurde 1937 für einen Oscar in der Kategorie „Bester animierter Kurzfilm“ nominiert, ein Jahr zuvor hatte bereits Isings Im Land der Kuscheltiere eine Nominierung erhalten (nominiert waren jeweils Harman und Ising als Produzenten beider Filme).
Die ausufernden Produktionskosten der ambitionierten Filme führten aber dazu, dass MGM im Februar 1937 den Vertrag mit Harman-Ising kündigte. Harman und Ising konnten zunächst ihr Studio als unabhängige Produzenten weiterbetreiben. Ausgerechnet Harmans Konkurrent Walt Disney bat sie um Unterstützung, er lieh sich zahlreiche Zeichner für die Produktion seines ersten abendfüllenden Zeichentrickfilms Schneewittchen und die sieben Zwerge und beauftragte Harman-Ising mit der Produktion des Kurzfilms Merbabies für die Reihe Silly Symphonies. Nach der Fertigstellung dieses Films mussten Harman und Ising im Juli 1938 Konkurs anmelden.
Zur gleichen Zeit hatte MGM ein eigenes Animationsstudio eingerichtet, das aber große Startschwierigkeiten hatte. Erster Studioleiter wurde Fred Quimby, als Regisseure wurden unter anderen William Hanna, der unter Harman gearbeitet hatte, und der von Warner abgeworbene Friz Freleng eingesetzt. Als der Erfolg der neu konzipierten MGM-Cartoons ausblieb, nahmen Harman und Ising im Oktober 1938 das Angebot an, zu MGM zurückzukehren und dort als Produzenten unter Quimby zu arbeiten. Harman und Ising arbeiteten fortan getrennt bei MGM. Während Ising Filme wie den Oscargewinner Die Milchstraße produzierte und die Figur Barney Bär erfand, spezialisierte sich Harman auf musikalische und anspruchsvollere Kurzfilme. Als Harmans Meisterwerk gilt Friede auf Erden, der kurz nach Ausbruch des Zweiten Weltkriegs veröffentlicht wurde und MGM eine weitere Oscarnominierung einbrachte.
Nach eineinhalb Jahren ließ Hugh Harman seinen Vertrag mit MGM auslaufen. Sein Nachfolger wurde Tex Avery, der von Warner Bros. zu MGM wechselte. Rudolf Ising blieb bis 1942 bei MGM, bevor er dann der United States Army Air Forces seine Dienste anbot.

### Späte Jahre
Nach seinem Ausstieg bei MGM arbeitete Hugh Harman mit dem ehemaligen Disney-Animator Mel Shaw zusammen. Sie planten ursprünglich, einen abendfüllenden Zeichentrickfilm über König Artus zu drehen, konnten letztendlich aber nur eine Reihe von Trainingsfilmen für die US Army umsetzen. Nach dem Ende des Zweiten Weltkriegs kamen Harman und Ising wieder zusammen und gründeten Harman-Ising Pictures zur Produktion von Trainings- und Werbefilmen.
In den 1950er Jahren zog sich Hugh Harman langsam aus dem Filmgeschäft zurück. In den folgenden Jahren war er ein gern gesehener Gast bei Filmfestivals, wo die in Vergessenheit geratenen frühen Zeichentrickfilme ein neues Publikum fanden. 1976 wurden Harmans und Isings Verdienste um den Animationsfilm mit dem Winsor McCay Award der Asifa gewürdigt. Harman starb sechs Jahre später im Alter von 79 Jahren.